# 克列斯河
41°01′16″N 68°36′40″E / 41.0212°N 68.6110°E

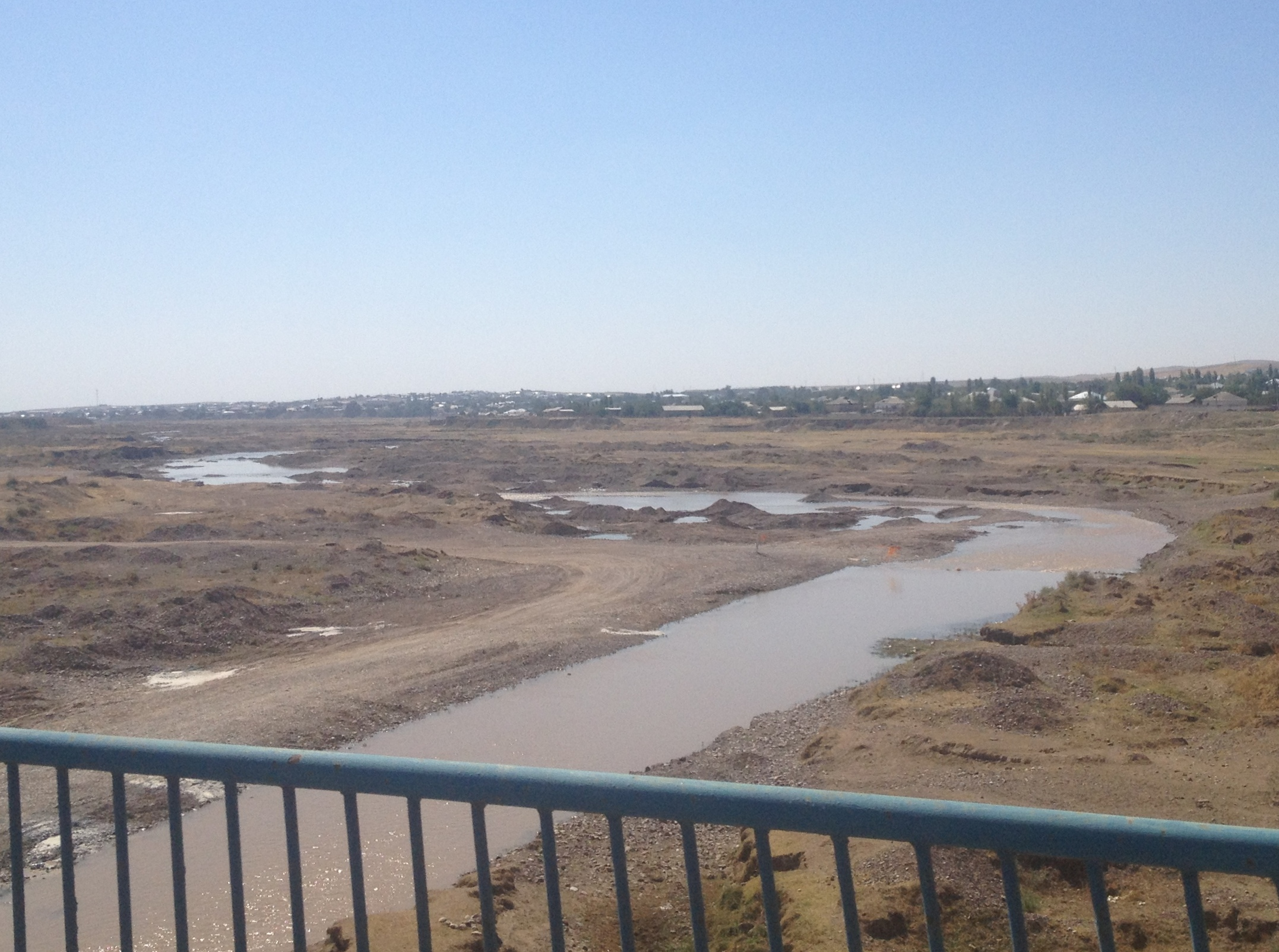

克列斯河是哈薩克斯坦的河流，位於該國南部突厥斯坦州，屬於錫爾河的右支流，河道全長241公里，流域面積3,310平方公里，河水來自融雪和雨水。

## 外部連結
- Келес (река в Чимкентской обл.) （页面存档备份，存于）, Great Soviet Encyclopedia